# Папуга орлиноголовий
Папуга орлиноголовий (Psittrichas fulgidus) — птах родини папугових. Єдиний вид роду.

## Зовнішній вигляд
Довжина тіла 50 см, крила 31 см, вага 690—800 г. Мають щетинковидне пір'я, що покривають голову, за що і отримали назву. Забарвлення оперення чорно-коричневе, на грудях світліше. Криючі пір'я крила, надхвістя і середні махові пера червоного кольору. Боки голови не оперені. Дзьоб чорний. Наддзьобок сильно видовжений, злегка зігнутий і загострений. Ноги невисокі, темно-сірі. Райдужка темно-коричнева.

## Поширення
Мешкає в Папуа Новій Гвінеї та Західній Новій Гвінеї (Індонезія).

## Спосіб життя
Населяють вологі гірські тропічні і субтропічні ліси, підніжжя гір, іноді рівнинні і горбисті зарості до 1000—2300 м над рівнем моря. Живуть парами або невеликими групами до 20 особин. Основним кормом є фрукти, ягоди і різне насіння.

## Розмноження
У кладці 2 яйця.

## Загрози і охорона
Дуже рідкісний вид. Є небезпека зникнення. Причини: вилов з метою продажу, вживання в їжу, використання опудал як «викуп за наречену», яскраве пір'я крила використовувалися в ритуальних вбраннях корінних мешканців Папуа.

## Утримання
Швидко приручаються і добре переносять неволю.